# Ярба
Ярба или Ярбас (на старогръцки: Ίάρβας; на латински: Hiarbas) е древнолибийски северноафрикански цар на берберското племе максии или макситани (на старогръцки: Μάξυες; на латински: Maxitani), и е свързан с легендата за основаването на Картаген.
Според древните и антични автори, които предават митологичната история, през 823 г. пр.н.е. се съгласява да предостави земя за създаване на финикийската колония Картаген. В 814 г. пр.н.е. се жени за Елиса, която е по-известна като Дидона – легендарната основателка на пунически Картаген, макар съвременните археологически разкопки да установяват ограничено присъствие на мястото поне от около 1200 г. пр.н.е.
Античната легенда разказва, че Дидона Скитницата е сестра на Пигмалион, цар на Тир. След като брат ѝ – цар Пигмалион убива съпруга ѝ – Ацерба, Дидона заедно с група знатни поддръжници напуска Тир и стига до Кипър, който по това време е изцяло финикийски. Приети от местните семити, те срещат поддръжник в лицето на великия жрец на острова, който се съгласява с група древни киприоти да се присъедини към тази група в далечното ѝ плаване на запад – към северноафриканския бряг. На мястото известно като Карт Хадеш, което ще рече Нов град, те решават да изградят свой нов финикийски град, а местният цар известен като Ярба, дава съгласието си за това, като отпуска на бегълците-финикийци толкова площ, колкото може да се огради с една волска кожа, като същевременно позволява на Дидона да си избере място с такава площ и там да се засели заедно с поддръжниците ѝ и придружаващите я други финикийци и киприоти.  Решавайки блестящо задачата на Дидона, финикийската царица огражда достатъчно голяма площ, за да издигне стените на своя нов град. Богатствата на постепенно разрастващия се град подтикват местния цар Ярба да поиска ръката ѝ. Елиса не се осмелява да му откаже, тъй като Ярба е все още много силен и опасен противник, а Картаген не е в състояние да му се опълчи. Единственото, което прави Елиса на предложението което не може да откаже, е да измоли малка отсрочка от 3 месеца за и до сватбата. През това време, тя се приготвя за ритуално жертвоприношение в памет на духа на своя убит съпруг и наближавайки деня на сватбата ѝ с Ярба, финикийската царица издига висока клада пред портите на града, на която в предвидения ден за повторната ѝ венчавка се хвърля в огъня, за да се принесе в жертва за душата на първия си съпруг.